# Milan Mitić
Milan Mitić (tiếng Serbia: Милан Митић) (sinh ngày 22 tháng 1 năm 1984 ở Belgrade) là một cầu thủ bóng đá người Serbia thi đấu cho Gaz Metan Mediaș ở vị trí tiền vệ phòng ngự hay ở vị trí hậu vệ phải.